# Lignana
Lignana je italská obec v provincii Vercelli v oblasti Piemont.
K 31. prosinci 2010 zde žilo 584 obyvatel.

## Sousední obce
Crova, Desana, Ronsecco, Salasco, Sali Vercellese, Vercelli